# 早期基督教艺术

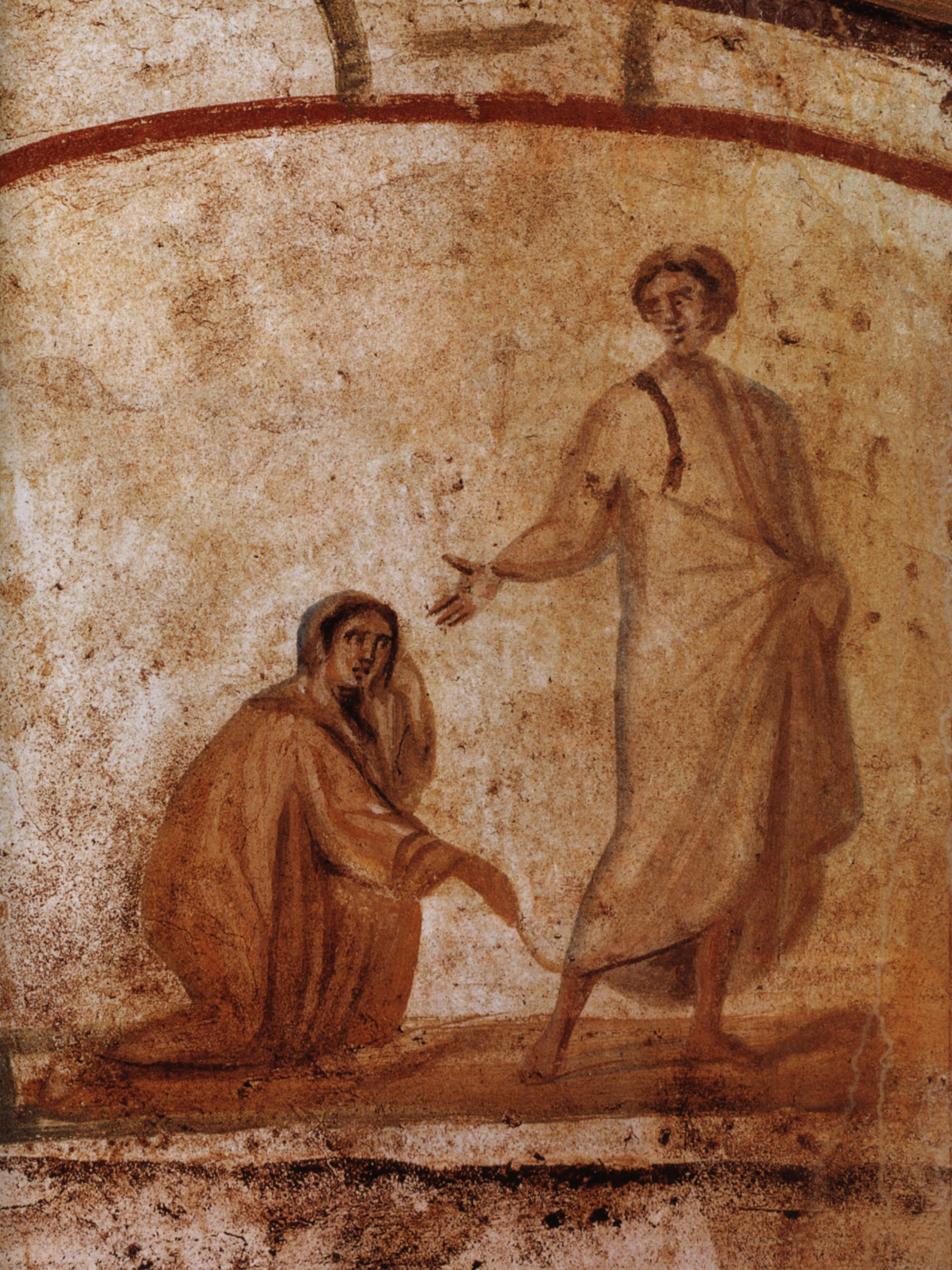
《耶稣治愈流血女性》，完成于约公元300-350年， 发掘于殉道者墓窟

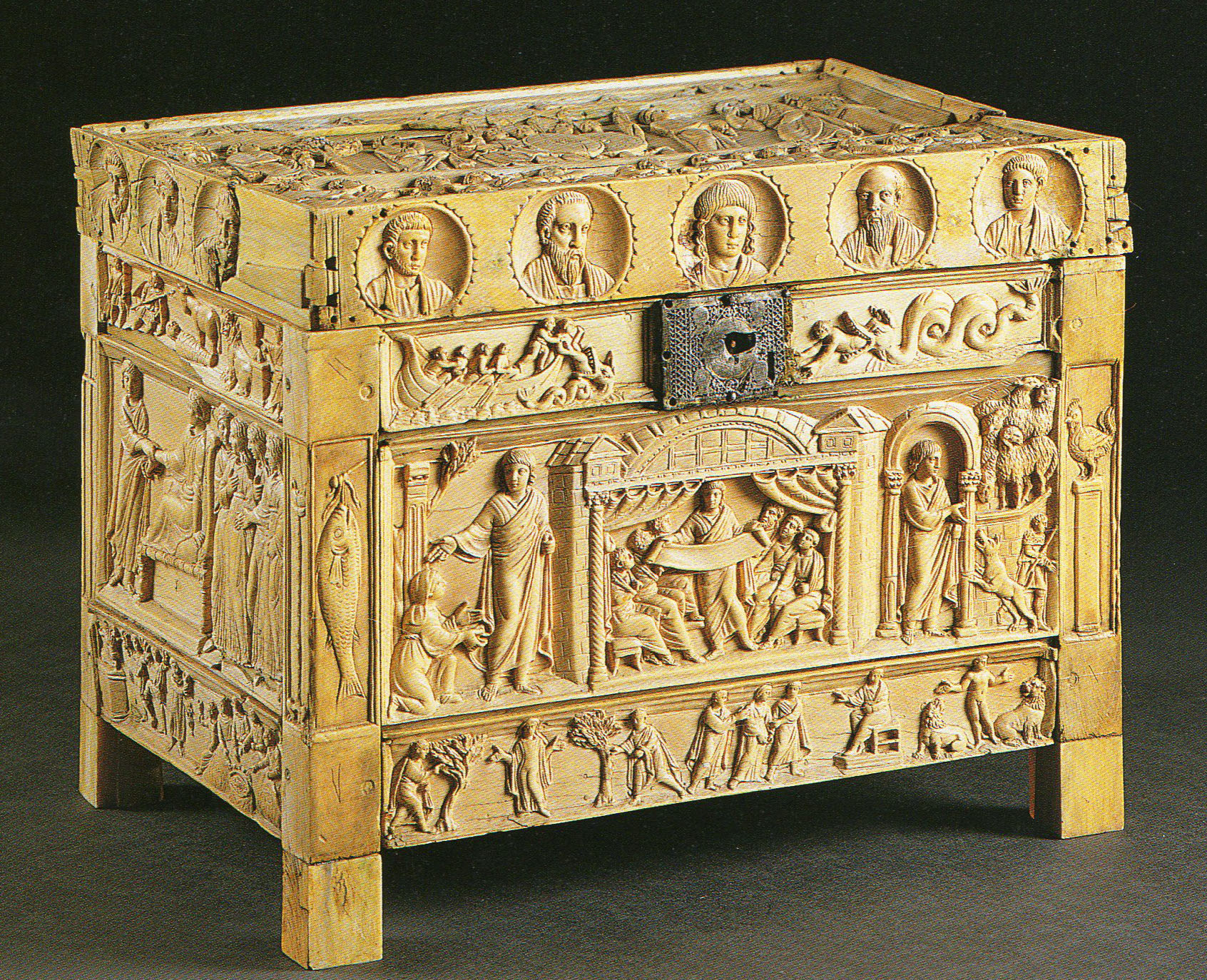
公元四世纪的象牙工艺品布雷沙之棺

早期基督教艺术是一种出自早期基督教信徒，或受其恩惠者之手的艺术形式。根据定义不同，有时会被认为存在于公元260年到525年。实际上，基督教艺术公认的起源只能追溯到公元二世纪。最晚从公元550年起，基督教艺术就失去其自身的独有分类，被视作拜占庭艺术，或其他地方艺术的一部分。
基督教艺术具体起源于什么时候已经难以考证。在公元100年之前，基督徒可能因宗教原因受到迫害，从而无法留下大量艺术创作。由于这段时期的基督教主要传唱于庶民间，现存艺术品的稀少反映出的也许是彼时信徒与艺术赞助的稀少。《旧约圣经》对神像的限制也有可能制约了信徒们的创作。早期的基督徒们也许制作或购买过异教的图像志，但赋予了它们基督教的含义，正如他们在日后所做的那样。若如此，基督教艺术的起源恐怕会更加久远。
早期基督教的艺术载体与其他宗教相同。包括湿壁画、镶嵌艺术和泥金装饰手抄本。信徒们在创作时受古罗马艺术影响很大，无论是创作形式还是创作风格。早期基督教艺术还有部分晚期古典风格作品，包括对人体的对称描写，以及对空间的印象主义风格展现。这种艺术风格在湿壁画中有所体现，比如那些在殉道者墓窟中的大量壁画，这些壁画几乎是能代表早期基督教艺术的全部作品。
早期基督教艺术吸收了古罗马艺术中某些象征异教的创作主题，并给予他们全新的含义，其中就有孔雀、葡萄酒和“善牧”。教徒们亦发展了他们自己的图像志，比如耶稣鱼——这可不是从其他宗教里借来的。
学者们通常将早期基督教艺术的发展分为两个阶段，这其中的分水岭便是君士坦丁大帝在公元313年发布的米兰敕令。在君士坦丁大帝，或者说公元325年的第一次尼西亚公会议的庇护下，基督教教徒们迎来了所谓的教堂凯旋。敕令前被称作前君士坦丁时期或前尼西亚时期，而敕令后则是全地公会时期。早期基督教艺术时期的终结通常被艺术史学家们认定在5到7世纪间，而早期基督教的历史则通常被神学家和宗教历史学家们认为于君士坦丁大帝统治的公元313至325年间结束——这种宗教艺术的结束比宗教本身要晚许多。

## 标志

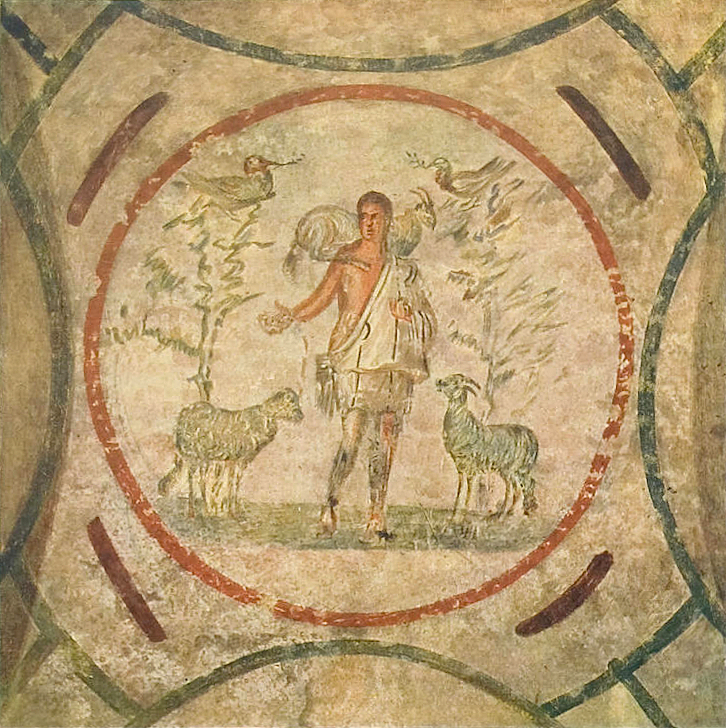
百基拉墓穴出土的善牧,笔落于约公元250-300年

在罗马帝国迫害基督教徒期间，教徒们被迫变通，采取模糊隐晦的风格创作，并且使用了许多借自异教但含有基督教含义的意象。现存最早的基督教艺术品来自殉道者墓窟中基督徒古墓的墙壁。文字证据显示，基督教早期曾经有许多镶板圣像画，但都消失不见了，就像几乎所有古典绘画一样。最开始教徒们用耶稣鱼、孔雀和天主羔羊等隐晦的象形符号来代表耶稣。后来又出现了一些拟人意象，如鲸肚中预示耶稣复活的约拿、兽坑中的但以理以及动物之友俄耳甫斯。无髯青年善牧是这些意象中最常见的一种，他在田园牧歌中悠然放羊的姿态出现在了许多艺术作品中，而在彼时其很有可能未被视作历史上真正的耶稣。这些形象承载了古希腊罗马艺术中青年雕塑的相似之处。值得注意的是，除了某些极为披着异教外皮的隐秘意象外，信众们在受迫害时期留下的古迹中几乎没有找到十字架——在几个世纪中，象征耶稣受难的十字架都没有在众多艺术品中留下清晰的痕迹。也许是因为彼时十字架刑只是一种适用于所有罪犯的普通刑罚，但文献解释了更大的原因：在十字圣号发明后，人们早已明了，十字架是基督教的一大象征。
许多人认为，那时的基督徒们的坟墓会藏得十分隐蔽，或从墓碑上掩盖基督教的痕迹；但实际上，墓葬在早期基督教时代是规模巨大的商业工程，墓穴经常挖在大路或城市旁边，无无人问津之理。早期基督教视觉艺术时常采取某些模糊不清的主题，这确实是为了隐遁于世；但进到墓穴里，其反映出的也许是基督教肖像的缺乏。
早期基督教还有两个相对常用的标志：白鸽与凯乐符号。白鸽是和平与纯洁的象征，有些艺术品中会有光环或天启之光环绕的鸽子。在最早的圣三会画作《圣三会神座》中，白鸽代表了高洁的心灵。它着代表圣子的希腊短外套与帶狀王冠，飞过代表神的空王座。凯乐最早由君士坦丁大帝使用，是由Χ与Ρ两个字母组成的复合符号，乃希腊语基督（ΧΡΙΣΤΟΣ）一词开头的两个字母。

## 公元313年前的基督教艺术

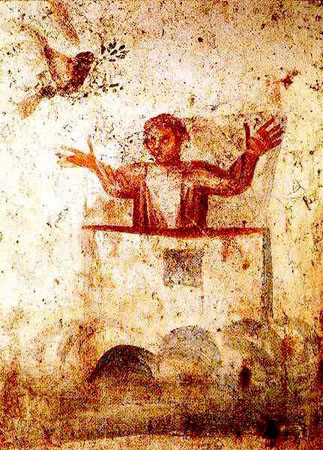
诺亚在方舟上祈祷，出土于罗马某公墓

与文献记载与刻板印象不同的是，早期基督教被普遍认为直到公元200年都不进行偶像崇拜，但保罗·科比·芬尼近年对早期基督教的研究挑战了这一公认假说。浮出水面的是早期基督教对敬神的三种截然不同的态度：“可以知道神的样貌”、“不可知道神的样貌”，以及“你可以直视神，但你最好别这么做，且严禁将神的样貌告诉其他人”。它们来源于古希腊与近东异教、古希腊哲学，以及犹太传统与旧约圣经。在这三种说法当中，芬尼断定，以色列人厌恶神像对早期基督教的影响，远小于依否定神学定义无形之神的古希腊哲学传统；故相比于大部分早期信徒的犹太背景，他更重视传统说法。芬尼认为，基督教艺术之所以在公元200年前没出现，跟厌恶艺术、来世论和反唯物主义没有关系。真相其实很简单：因为教徒们缺少土地与都城，而艺术想要蓬勃发展两者均不可缺。所以在基督徒们有了土地与都城后，便开始探寻他们独有的艺术形式。
约公元230到256年建成的杜拉欧罗普斯教堂是现存最完好的超早期教堂，这座教堂里便有画着耶稣与善牧基督的圣经场景的壁画。很显然本来这座建筑并非教堂。殉道者墓窟中最早的基督教绘画来自几十年前，这些出自众多古墓的艺术品很大程度上代表了前君士坦丁大帝时期的基督教艺术。它们许多都是简单的符号，但也有不少描绘祈祷的人物画，通常描写逝者、人像、圣经故事或基督教历史。
许多墓穴的绘画与装潢风格实际上都与其他异教的墓穴完全相同，包括古罗马宗教、罗马密教和犹太信仰。相比于留下大量彼时期绘画的富人住宅，这些绘画的质量不高，但对人物的速写很有表现力。同样的情况还适用于杜拉欧罗普斯，那里的基督教教堂装潢精美，与（更大更华丽的）杜拉欧罗普斯犹太教堂和贝尔庙相当。至少在这种弹丸之地，请得着的艺术家们都会被请来为宗教团体服务。也许还有些墓室，在装潢风格上会模仿本公墓中最豪华精美的墓，然后再画上基督教的场景与符号，用以取代那些神话、文学、异教和性的彩绘，但这种情况的存在尚缺乏证据支持。尽管在前君士坦丁大帝时期很少见，但我们确实能从某些创作载体——如陶片或玻璃——的细小碎片上发现相同的场景。

人们有时还喜好一种“简练描写”，用一到四个人物构建一幅简单的画，用来描绘某特定事件。艺术家们会将这种古罗马装潢风格的彩绘立体地点缀在房间中。蒙大难而得活的圣经故事最受这种艺术风格偏爱，这些故事以预表讲述，代表了耶稣复生与逝者灵魂终得救赎。约拿与鲸、以撒的牺牲、在方舟上祈祷的诺亚、碎岩者摩西、兽坑中的但以理以及炉火神恩
，这些都是又好画又受喜爱的题材。
基督教早期，富裕人家的墓葬也可以选择昂贵的大理石石棺，石棺上装饰着描绘宗教场景的精美浮雕。只含有基督教含义的独立雕像十分少见，且其尺寸往往不大；原因在于许多常见的事物——如善牧——亦受基督教以外的其他宗教或哲学团体喜爱，因此该类主题的雕塑难以断定是否真的是基督教艺术品。一个经典的例子便是描绘约拿与鲸的克利夫兰小雕塑——这很明显是基督教艺术品。克利夫兰小雕塑由一组小雕塑构成，完成于公元约270年，出土于未知地点——也许是现代土耳其——其中有两尊青年人的胸像和穿着时髦的爱侣像，而其余的像中则有四块讲述了约拿的故事，还有一尊善牧像。这套艺术品的雕刻手法依旧成谜。
对耶稣的描写在前君士坦丁大帝时期末期有过长足的发展。出于信众们对新约圣经中奇迹故事的喜爱，耶稣往往出现在故事场景中，有时也会描写他的受难。耶稣在早期基督教艺术中有许多形象，其中一种瘦长的脸颊与中分头，这种形象后来受到了众多艺术家认可。但在许多最古老的艺术品中，耶稣都以矮壮、短发、无髯男子的形象出现，此时只能通过环境来辨别到底谁是耶稣。还有一些描写奇迹的绘画，在这些作品中耶稣带着一根树枝或魔杖，指向发生奇迹的事物，就像现代戏剧中的魔法师一样（尽管魔杖会长很多）。
圣徒们在早期基督教艺术品中都经常出现，比如彼得与保罗，此二者殉教于罗马，乃罗马公墓墙壁上的常客。这两位使徒都有各自的独特形象，并且完好地保留在了漫长的基督教艺术史中。而其他的圣徒，如果没有铭文标注的话，恐怕很难辨别其圣徒身份。同样地，某些绘画会描写最后的晚餐，亦或现代爱筵。

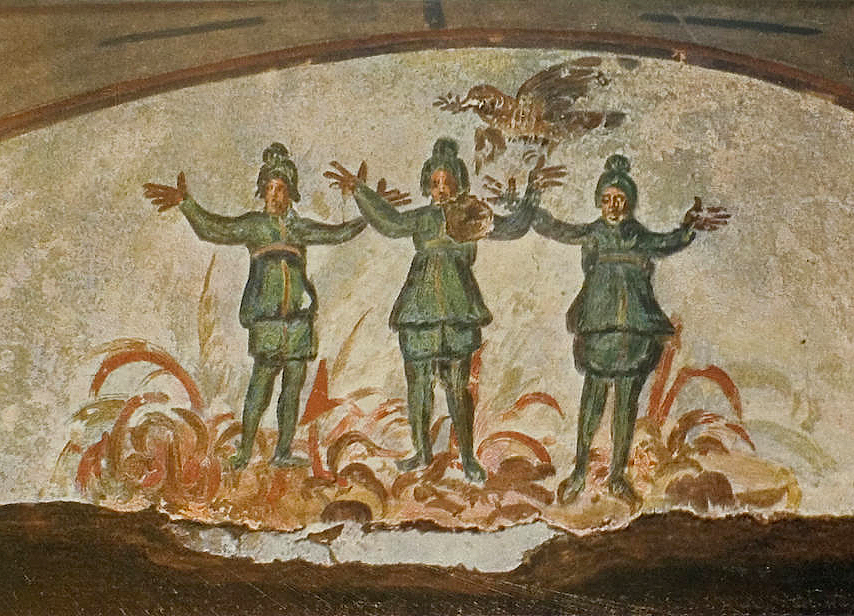
描写三个青年人被投入熔炉的《炉火神恩（英语：Shadrach, Meshach, and Abednego）》[Daniel 3:10–30]，出土于普利西拉公墓（英语：catacomb of Priscilla）[26]。
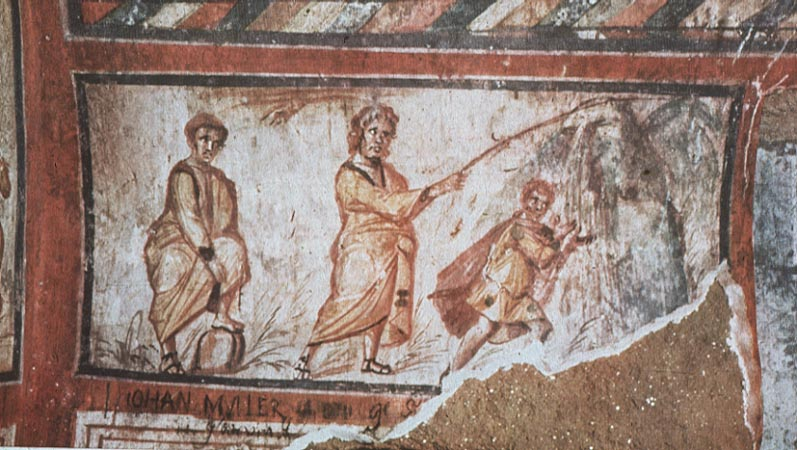
沙漠中摩西敲碎岩石，这是洗礼的原型[27]。
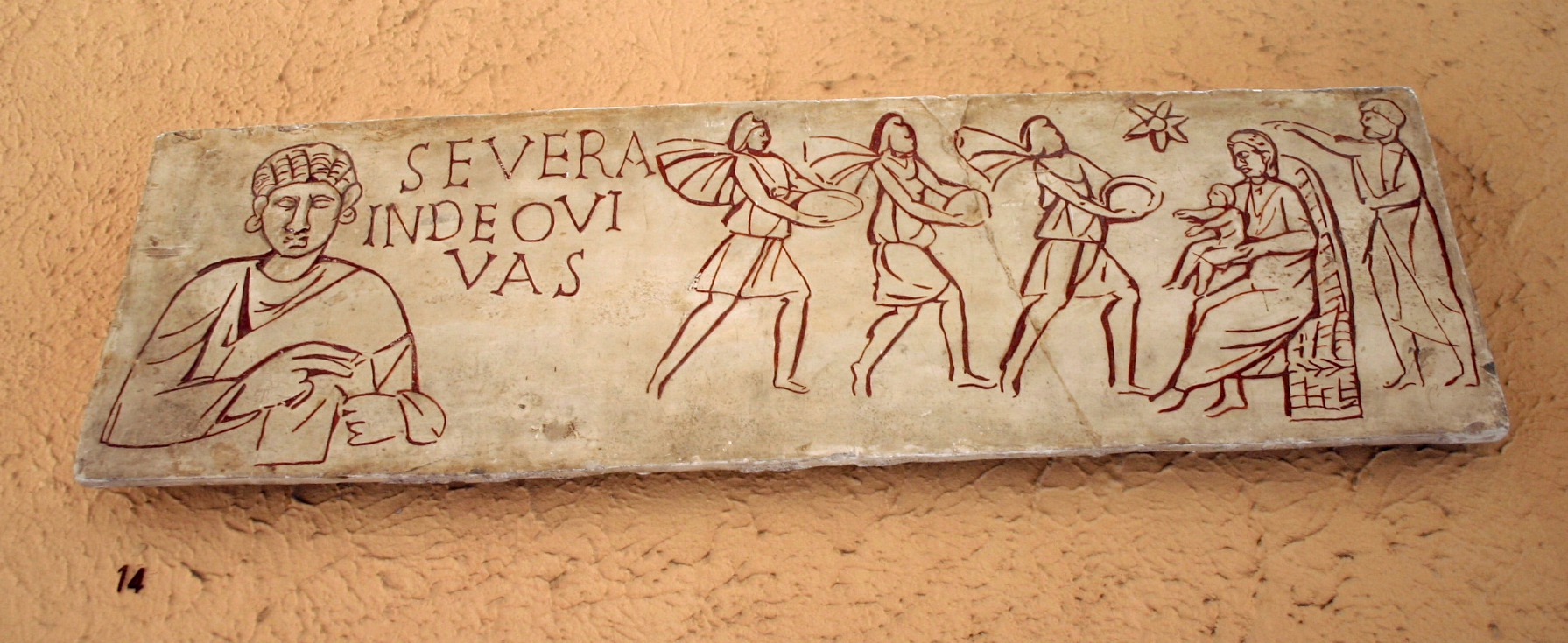
一块公元三世纪的棺材板，雕刻着东方三博士之礼（英语：Adoration of the Magi）。
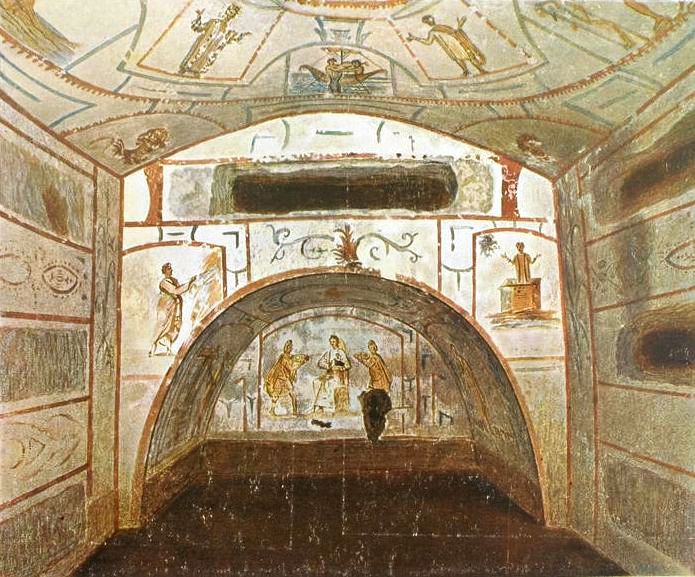
一个墓室，从上到下分别画着祷像、约拿与鲸、摩西打碎岩石（左）、诺亚在方舟上祈祷、东方三博士之礼，完成于公元约200至250年。

## 公元313年后的基督教建筑

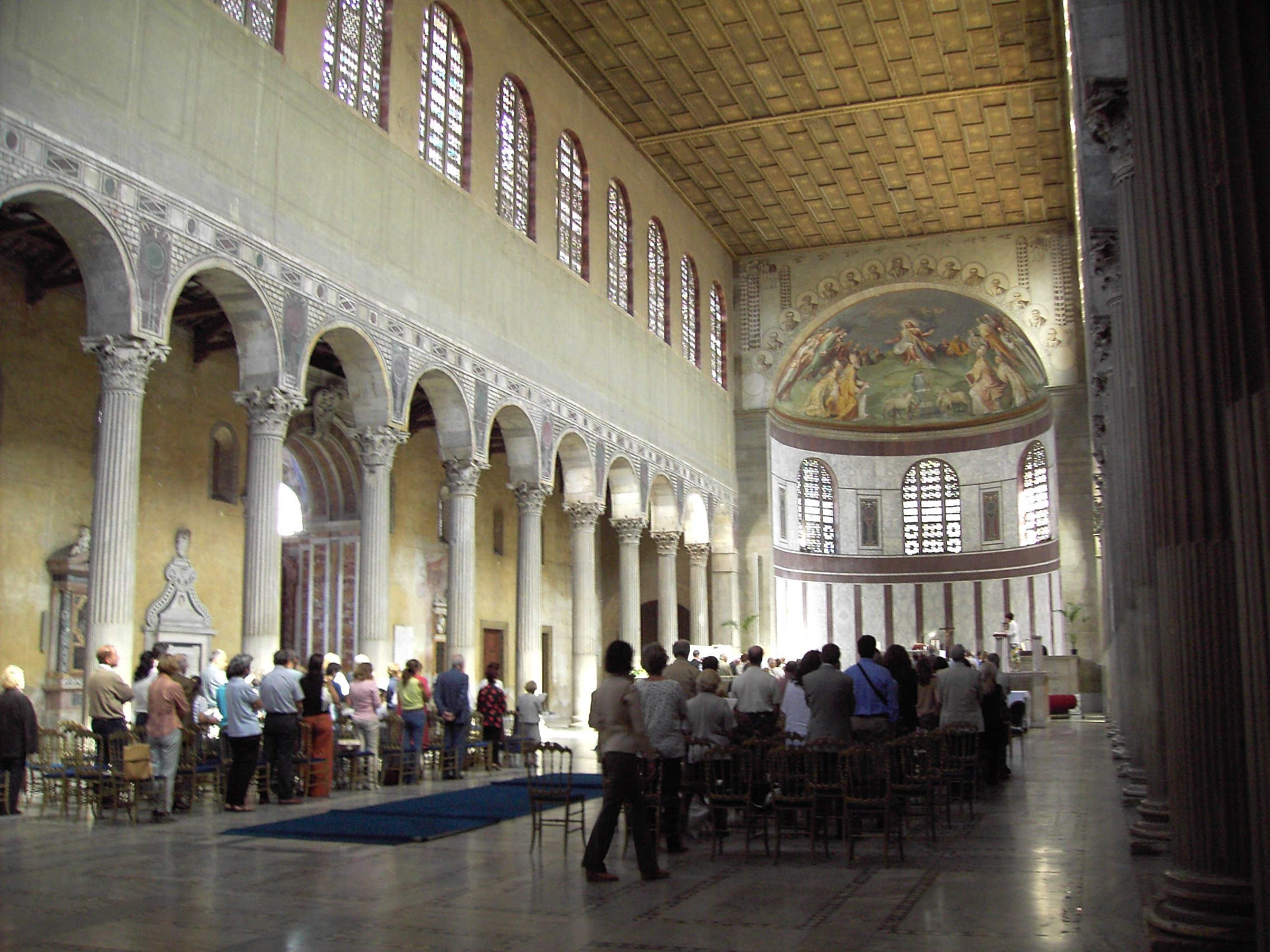
公元5世纪建成的罗马圣撒比纳圣殿内部

在公元四世纪，数量急增的基督徒需要更大更宏伟的建筑，用于取代过去经常使用的地下家庭教会，供信徒们礼拜。然而彼时的社会环境对基督徒依旧很不友善。异教的寺庙总是被用于异教徒们自己的目的；而那些废弃的建筑教徒们依旧不敢光明正大地取而用之，随着社会环境有所改善，信众们才敢把废弃建筑改造成教堂。这种状态在罗马持续到了公元六、七世纪，而在其他地方则更快结束。众多异教庙宇的设计并不适用于基督教教堂，不光是因为彼此互为异教，还出于礼拜与献祭习惯的差异。彼时的异教多在神明目光沐浴的室外举行仪式，寺庙只是神职人员的居所与宗教的宝库，连一扇窗户都没有。这种设计显然不适合习惯室内礼拜的基督徒们。
当君士坦丁大帝想要为基督教修建公共设施，以纪念他作为皇帝的虔诚时，最先浮现在他脑海中的便是他最熟悉的巴西利卡式传统建筑。巴西利卡式建筑有多种基本样式，共通的特点是都有各式各样的长方形大厅；但教堂类建筑最常采用的设计，通常都有一个中殿，两边各有一条走廊，在大门正对面的另一头还有一座后殿。在后殿的前面往往会有一个矮台，其上放置祭坛，牧师在台上司祭。这种样式的巴西利卡建筑在彼时鲜少被用作法庭或其他公共设施，更多地用于皇帝、地方长官和巨富们的小型演讲厅。这种样式是罗马乃至西方帝国的教堂经常采取的设计；但东方帝国与阿非利加省的教徒们更乐于改进与创新，他们的建筑风格有时也会被西方世界的城市模仿，例如米兰。脱胎于没有窗户的异教寺庙，所有样式的基督教教堂都会留有几扇高高的窗户，让自然光照进室内，这成了日后所有教堂的共同特点。巴西利卡式建筑曾与拜占庭式建筑有所融合，从后者中吸取了穹顶的设计；而基督教教堂在建筑中央留出一块巨大空地的设计尔后也受到拜占庭式建筑的钟爱。
历史上还有过一种独特而短命的巴西利卡式建筑——殡葬厅。殡葬厅并不是普通的教堂——尽管现存的殡葬厅都被用作普通教堂，并全年提供殡葬与悼念服务——而是一种诞生于君士坦丁时期，与早期殉道者的坟墓相连的室内公墓。君士坦丁在罗马城墙外建造了六座此种建筑的范例：旧圣伯多禄大殿、塞巴斯蒂安圣殿、圣劳伦斯圣殿、圣玛策林及圣伯多禄堂、还有一个位于戈尔迪安庄园的现代公园中。
殉教堂是一种特殊的教堂，其建造在含有独特意义的地点，含义往往不只是殉道者的墓葬。这种建筑与任何特定建筑形式均无关联，并且它们的尺寸通常都很小。许多都变成了独立教堂、或大教堂旁边的小教堂。洗礼堂、陵墓、小尺寸与截然不同的功能，这些特点决定了殉教堂很适合用作建筑设计上的探索与创新。
在这些重要的建筑中，并不是所有都以它们独特的形式留存了下来，比如：
- 君士坦丁时期的巴西利卡建筑：
  - 拉特朗圣若望大殿
  - 圣母大殿
  - 旧圣伯多禄大殿
  - 圣墓教堂
  - 圣诞教堂
  - 圣索菲亚教堂
- 集中式设计
  - 圣科斯坦萨教堂（英语：Santa Costanza）——这座教堂作为紧邻殉教堂的皇家陵墓修建，成为现存罗马城墙的一部分。
  - 圣乔治教堂

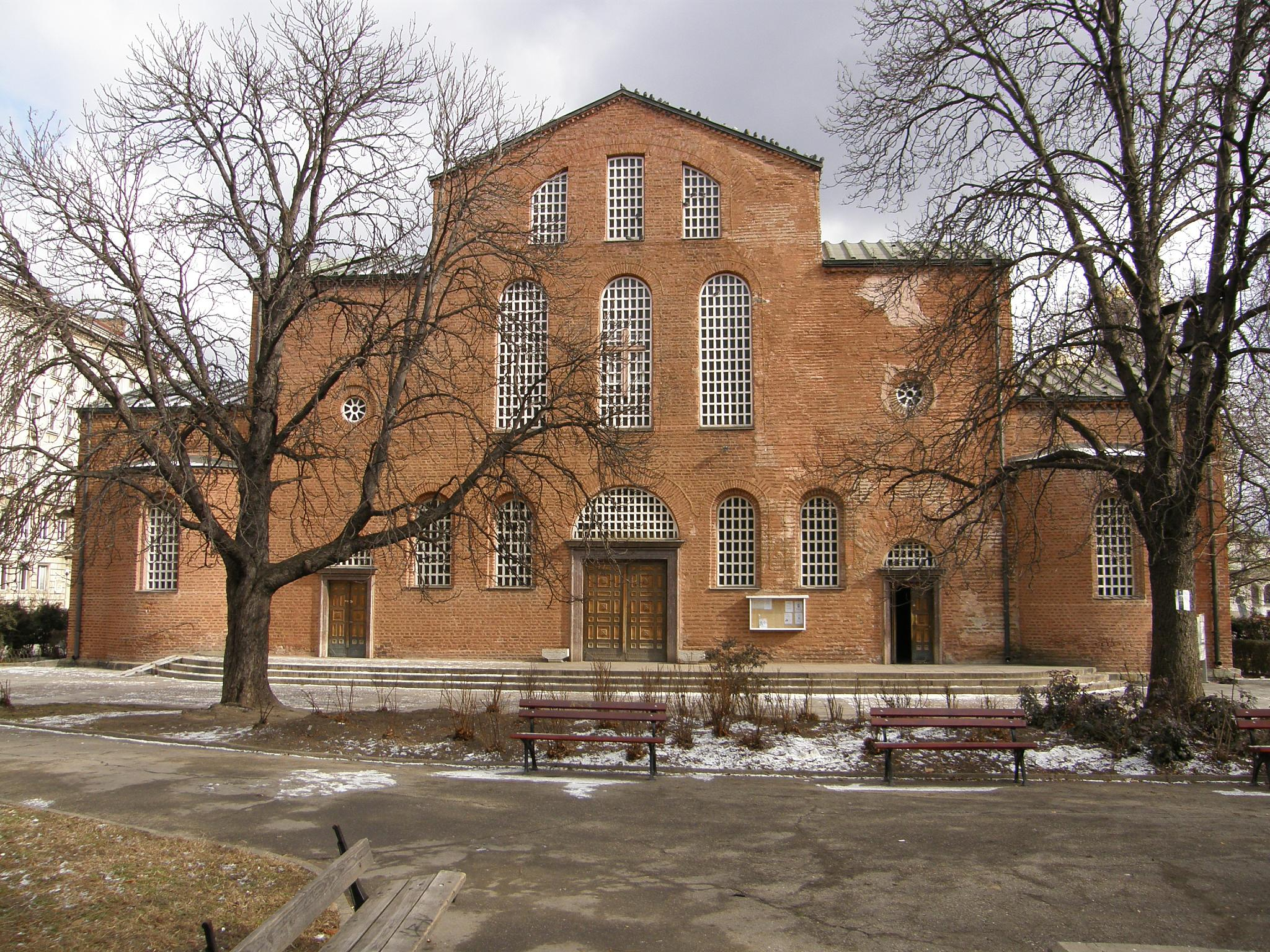
保加利亚索菲亚的圣索菲亚教堂
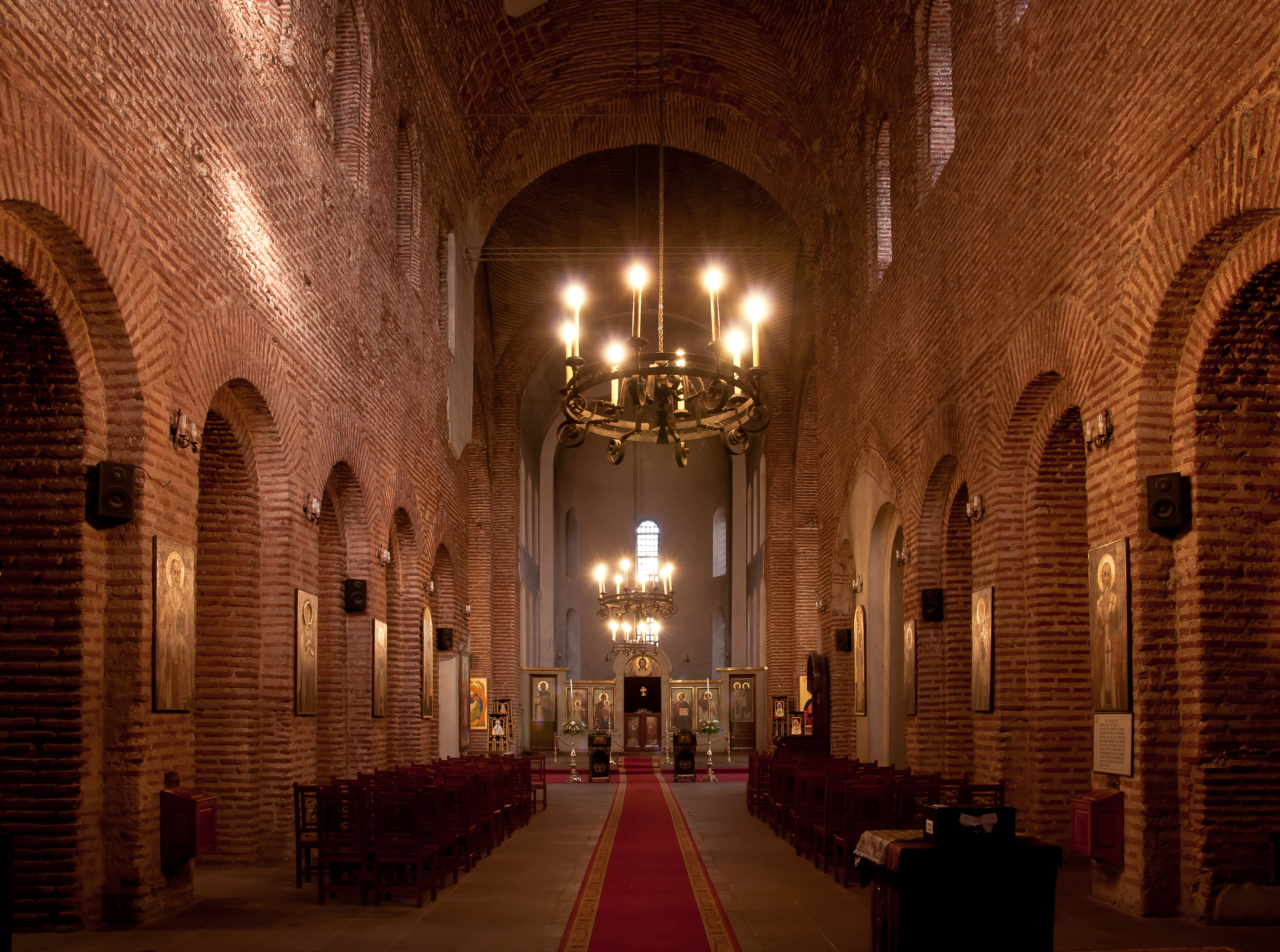
圣索菲亚教堂的内部
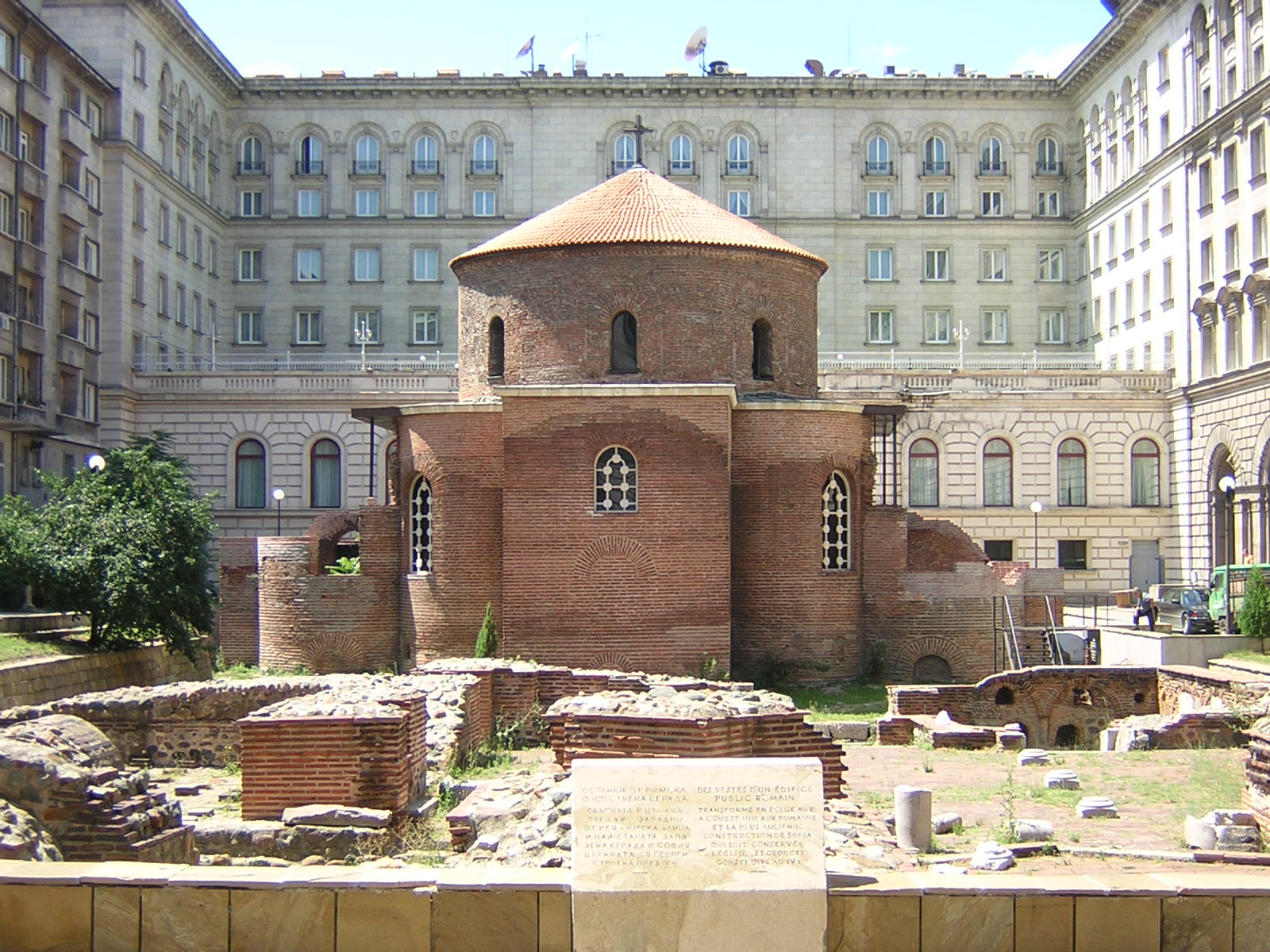
保加利亚索菲亚的圣乔治教堂的外观
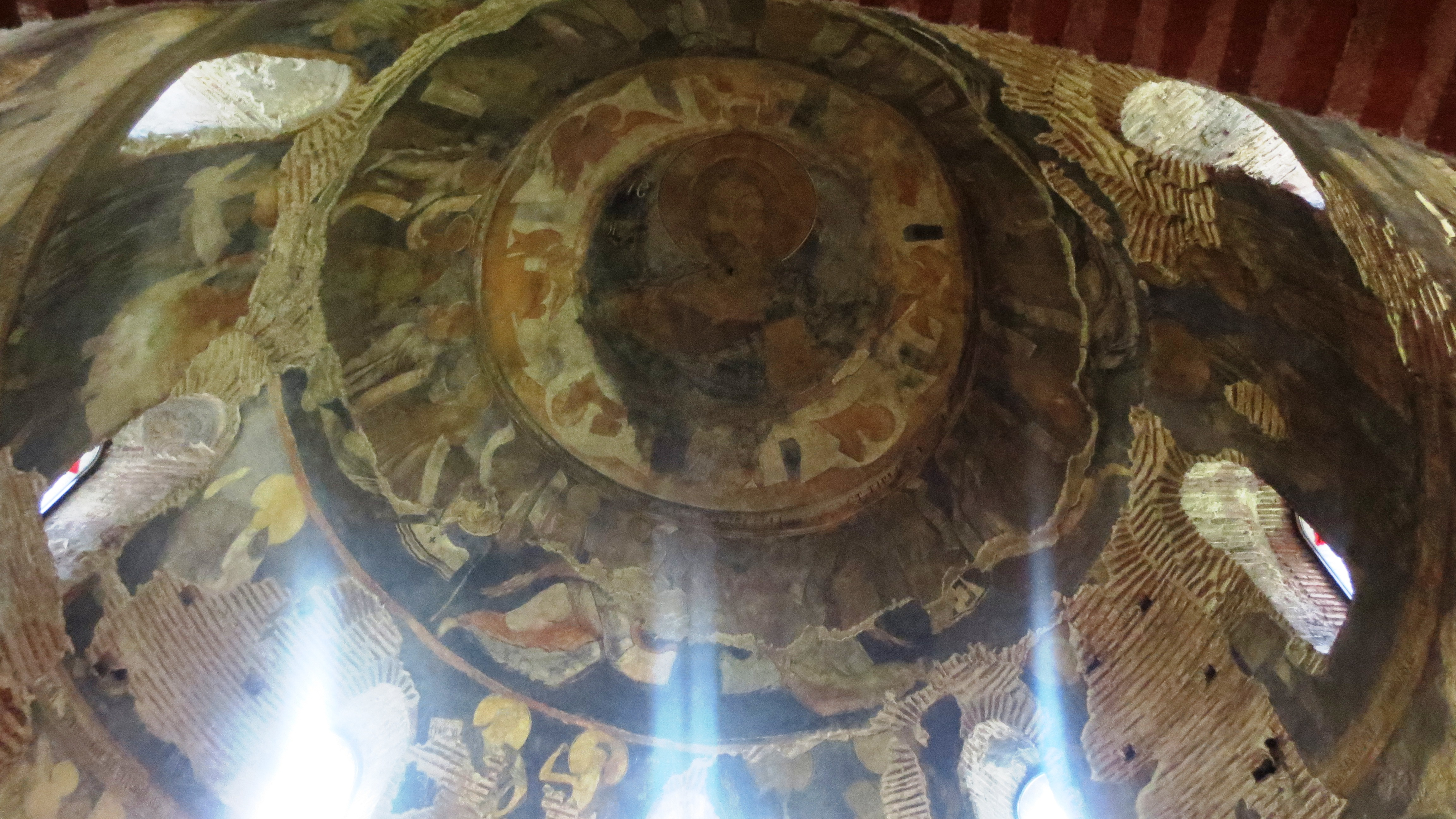
圣乔治教堂内部独特的古罗马与拜占庭风格壁画

## 公元313年后的基督教艺术

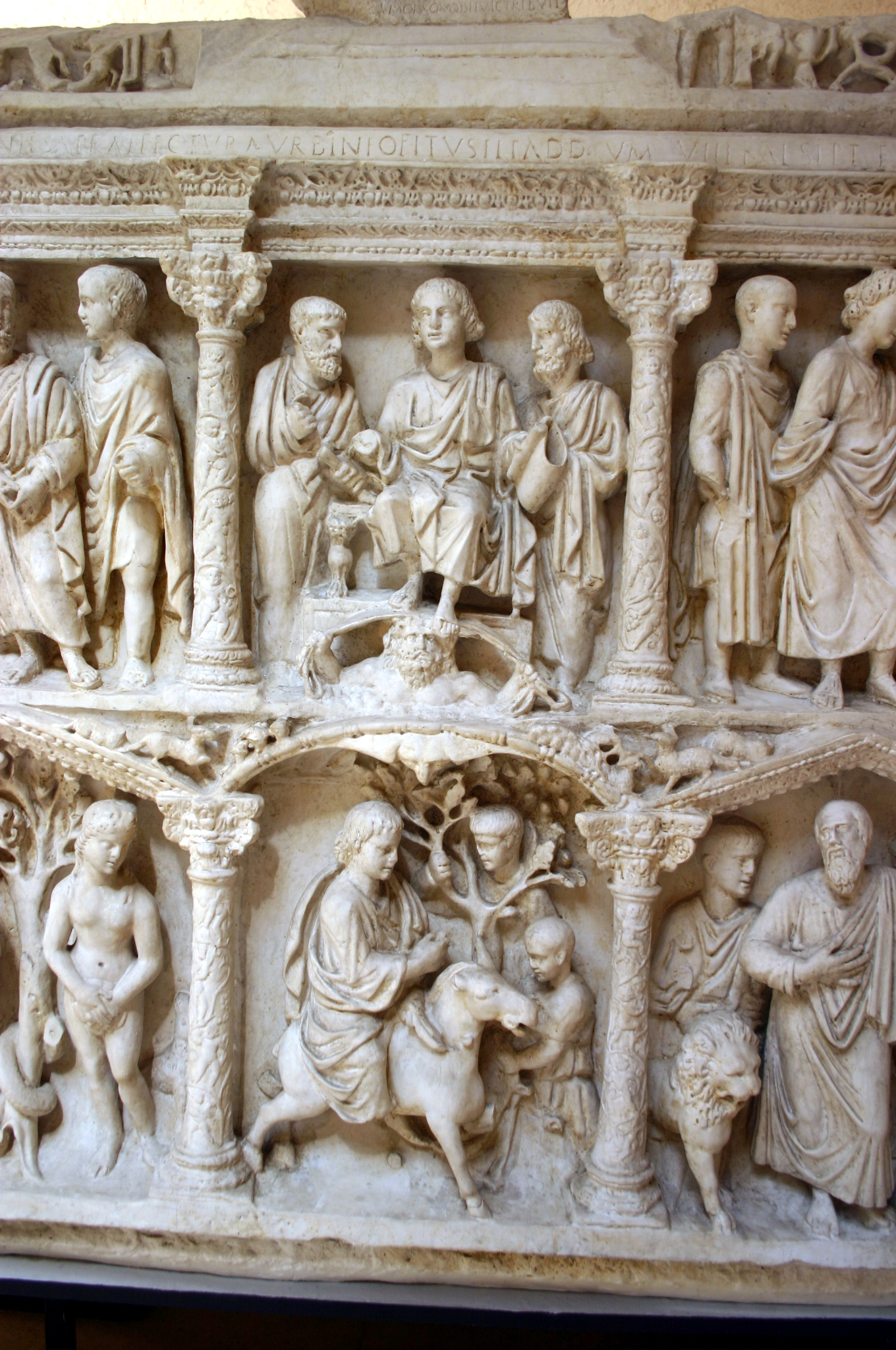
朱尼叶斯·巴苏斯的石棺的一隅，雕有至威耶稣与耶稣进入耶路撒冷。

伴随着基督教在西方世界最终合法化，得存的基督教艺术继续发展，并起到了更加重要且标志性的作用。不久之后规模巨大的教堂开始兴建，众多富有的精英阶层逐渐接受了基督教，部分基督教艺术也随之演变得更加宏伟而精致，以填补市场的空缺。
早在宗教改革时基督教就被指出，其曾多次从异教艺术借来诸如《圣母玛利亚》这样的创作主题，约翰·加尔文和他的追随者们就这样手执这一事实得意洋洋地打爆了基督教艺术。然而，安德烈·格拉巴尔、安德鲁斯·奥弗蒂、埃伦斯特·坎特洛维奇和其他20世纪初地艺术史学家们仍然相信，罗马帝国的意象产生过更加意义重大的影响，而这种说法在日后也得到普遍认同。托马斯·马修斯在1994年出版的一本书试图推翻这个观点，其很大程度上否定了受到世俗与宗教浸染的帝国图像学所带来的影响。
伴随着富裕阶层渐渐皈依，基督教世界出现了许多昂贵晦涩的艺术品，基督教教义开始引起尖锐的争论，基督教的神学复杂性也随之浮出水面。同时，在正在建造的教堂中，还出现了一种完全不同的全新艺术形式。巧合的是，一组现存最好的此种艺术品来自罗马，与君士坦丁堡和耶路撒冷一起，展现出它们最壮观的姿态。马赛克艺术在如今变得越来越重要，幸运的是尽管它们在修复与维护时很脆弱，众多此种艺术品仍然留存得远比湿壁画要好。基督教早期似乎发生过一次革新，其变革内容就是将马赛克贴进教堂的墙上，用来描绘那些神圣的场景；而在此前，这种技术就已经被广泛应用于庭院的地板与围墙上。在早期基督教末，金色背景的艺术风格不断发展，在之后的多年间仍是拜占庭绘画与其他中世纪早期西方艺术的代表。
创作空间的扩大带来了创作本身的进步。教堂中人物众多的叙事画得到长足发展，并出现在之后的各种墓葬绘画中。许多教堂的墙壁上留有一幅长长的描绘圣经场景的故事画。罗马的圣母大殿正厅墙壁上，有一系列完成于公元5世纪的旧约圣经场景画，其便是保存状态极佳的例子。有时这些绘画会被拿来和杜拉欧罗普斯的绘画相比较，并且有可能来源于一种业已失传的、犹太人与基督徒关于手绘插图的传统，以及许多既有的古罗马艺术先例。大尺寸的后殿能够容纳下标志性风格的绘画，后来渐渐发展为以单一巨大人物为中心的画，或干脆就是耶稣的半身像，亦或者是后来的圣母玛利亚。最古老的那些半圆形后殿，它们展示了一系列象征基督徒生活与教堂的新作品。
公元6世纪前的镶板绘画或“圣像画”没有一件以它们原本的形式留存下来，但艺术家们确实创作了很多此类作品，并且在整个基督教早期一直在变得愈发重要。
雕塑艺术品——指那些尺寸较小的——有不少都留存至今。保存完好的早期基督教石棺中，最著名的也许就是公元4世纪的朱尼叶斯·巴苏斯的石棺与圣三会石棺。此外，还有一批象牙雕塑留存了下来，比如公元5世纪末的布雷沙之棺——也许出自米兰的圣安波罗修主教团之手——然后是帝国法庭的座位，以及来自拜占庭意大利首都拉韦纳的、公元6世纪的马克西米安王座。
- 手抄本

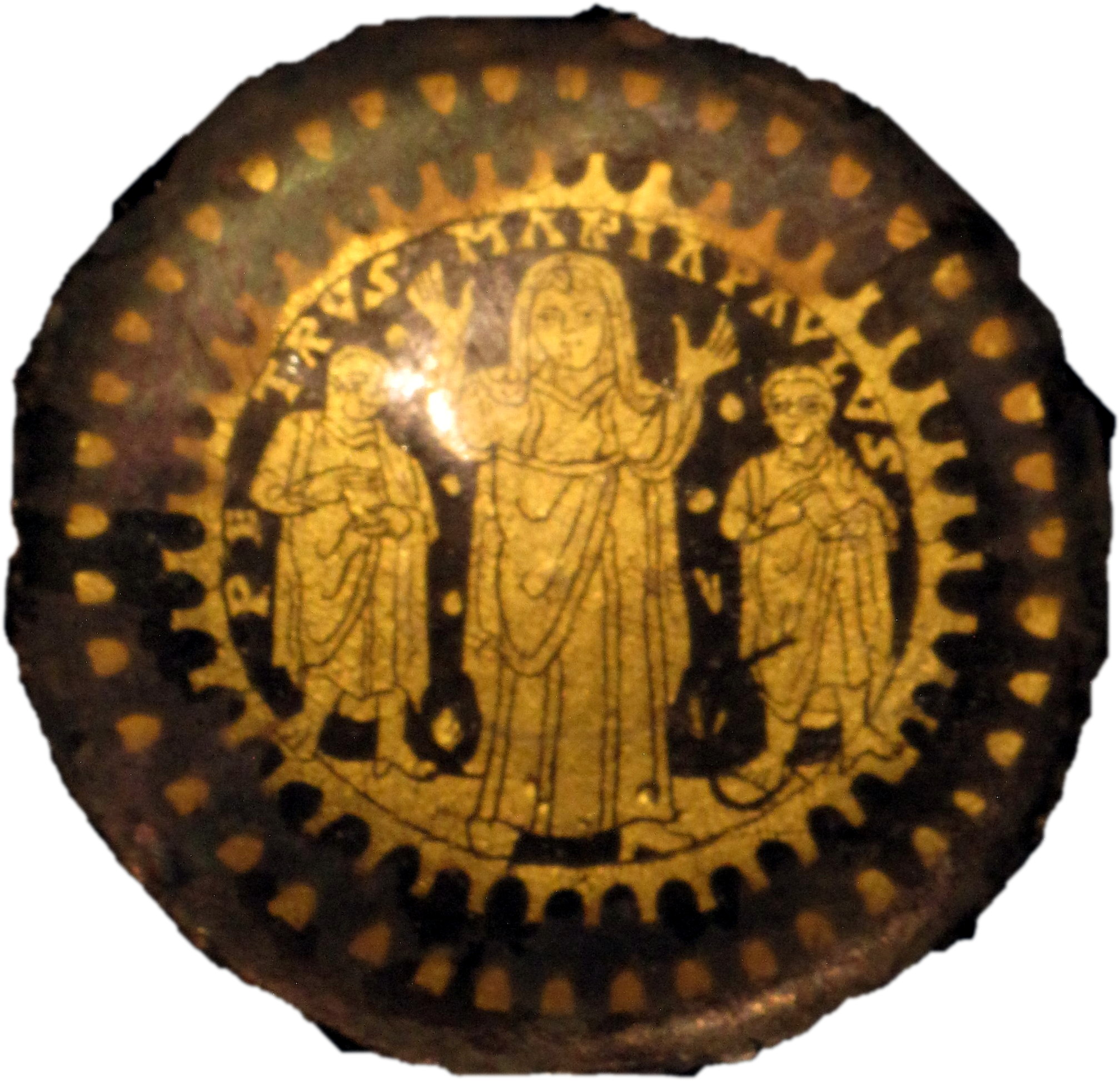
墓穴中出土的夹金玻璃，制作于公元4世纪，上面画着圣彼得、圣母玛利亚以及圣保罗。

  - Quedlinburg Itala fragment
  - Vienna Genesis
  - Rossano Gospels
  - Cotton Genesis
- 意大利的晚期马赛克艺术（英语：Late Antique and medieval mosaics in Italy#Late Antique mosaics）与中东的早期拜占庭马赛克艺术（英语：Early Byzantine mosaics in the Middle East）

### 夹金玻璃
夹金玻璃是一种在两块熔融玻璃间固定一片装饰用金箔的工艺，发展于希腊化玻璃工艺并于公元3世纪复兴。这些工艺品尺寸普遍不大，但现存的约500件夹金玻璃当中，绝大多数都是从酒杯上切下来的小圆盘，被嵌进殉道者墓窟各个坟墓的灰泥里用作点缀。这种工艺主要流行于公元4世纪至5世纪。制作或订购夹金玻璃的大多是基督徒，但也有许多异教徒与一些犹太人，最初这种工艺品可能是作为婚礼或新年等节日的礼物赠予他人的。尽管它们在艺术上相当不成熟，但它们的图像志还是经过了彻底地研究。这些夹金玻璃的创作主题与墓穴绘画相似，但描绘逝者的肖像画更多。从这种工艺品上能看出彼时关于圣徒的画作正逐渐增加。自公元一世纪中叶起，相同的技术在罗马也开始被用于黄金马赛克砖，而到了公元5世纪其已然成为宗教马赛克画的标准背景设计。